# قشلاق حاج‌ابیش حاج معصوم
قشلاق حاج ابیش حاج معصوم یک روستا در ایران است که در استان اردبیل واقع شده‌است. قشلاق حاج ابیش حاج معصوم ۵۱ نفر جمعیت دارد.